# Camarote.21

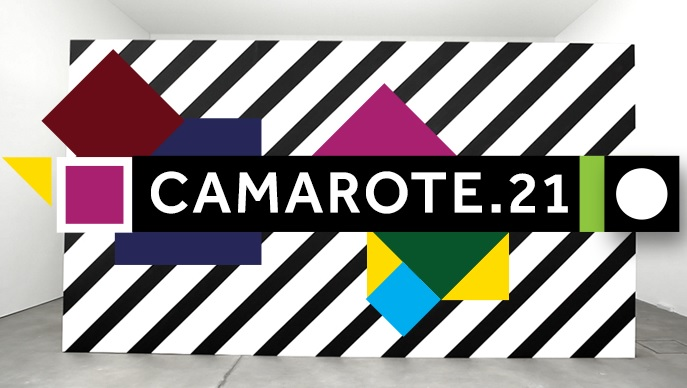

Camarote.21 é o programa de cultura da emissora alemã Deutsche Welle voltado para o público brasileiro.
A programação semanal faz um mergulho na produção cultural europeia — de clássicos da arte a tendências contemporâneas — e mostra toda a diversidade criativa da Europa sob uma ótica leve e brasileira.
No ar desde 2013, o Camarote.21 é produzido nos estúdios da Deutsche Welle em Bonn, na Alemanha, e transmitido no Brasil pela TV Cultura, TV Brasil, pelo Canal Futura, além de outras emissoras regionais.

## Direção e apresentação
- Helena Wöhl Coelho
- Francis França (2013 - 2014)

## Transmissão no Brasil
- TV Cultura[1][2][3][1]
- TV Brasil[4]
- Canal Futura
- Rede Minas